# Jan Van der Cruysse
Jan Van der Cruysse (Brugge, 13 juli 1960) is een Belgisch communicatieadviseur en een Vlaams schrijver van misdaadromans. Hij werkte gedurende twintig jaar als woordvoerder bij Brussels Airport. Recenter was hij de woordvoerder van justitieministers Vincent Van Quickenborne en Paul Van Tigchelt.

## Loopbaan
Jan Van der Cruysse liep school in het Sint-Lodewijkscollege in Brugge en studeerde daarna rechten, communicatiewetenschappen en marketing (1979-1985). 
Na een legerdienst in Duitsland was hij gedurende vijf jaar journalist tot hij op de luchthaven van Zaventem woordvoerder werd van Aviapartner (1989-1994) en vervolgens van Brussels Airport (1994-2014). Hij beleefde het reilen en zeilen van de luchtvaart gedurende meer dan 25 jaar vanop de eerste rij. De talrijke incidenten die zich voordeden en waar hij over moest communiceren met de buitenwereld, meer bepaald de passagiers, maakten dat hij een specialist werd in crisiscommunicatie.
Na de luchthavenperiode te hebben afgesloten, werd hij consultant in crisiscommunicatie bij een belangrijke Belgische pr-groep.
In januari 2023 werd Van der Cruysse de Nederlandstalige woordvoerder van minister van Justitie en Noordzee Vincent Van Quickenborne (Open Vld). In oktober 2023 werd hij woordvoerder van minister van Justitie en Noordzee Paul Van Tigchelt (Open Vld), de opvolger van Van Quickenborne.

## Misdaadromans

### Bling Bling
Op de leeftijd van 55 schreef hij Bling Bling, een fictief misdaadverhaal over een diamantroof op de luchthaven van Delhi. Het boek verscheen in 2016 bij Uitgeverij Davidsfonds en valt op door zijn volume en door de schrijfstijl, die meerdere verhaallijnen naast en door elkaar laat lopen. 
Tijdens de Antwerpse boekenbeurs van 2016 won Bling Bling de Hercule Poirotprijs, de jaarlijkse literatuurprijs voor de beste Vlaamse misdaadroman. Daarmee werd de prijs voor het eerst uitgereikt aan een schrijfdebuut. Begin 2017 won het boek ook nog de Diamanten Kogel voor het beste spannende, oorspronkelijk Nederlandstalige boek. Nooit eerder won dezelfde titel beide prijzen voor misdaadfictie. In juni 2017 werd aan Bling Bling 1: Diamantroof in Delhi tevens de Schaduwprijs toegekend, de Nederlandse prijs voor het beste oorspronkelijk Nederlandstalige thrillerdebuut. 
In juni 2017 verscheen bij Manteau Bling Bling 2: de Zaventemmers. Deze haalde de shortlist voor de Hercule Poirotprijs 2017 en was tevens genomineerd voor de Gouden Strop in Nederland.
In mei 2018 verscheen bij Angèle (Manteau) Bling Bling 3: toen was er nog maar één, het sluitstuk van de Bling Bling-trilogie. Ook dit boek haalde de shortlist voor de Hercule Poirotprijs (2018) en een nominatie voor de Gouden Strop. 
De jury van de Gouden Strop 2019 roemde de Bling Bling-trilogie voor de "consistent hoge kwaliteit zonder een dipje”. 
In 2019 werden de filmrechten voor Bling Bling 1 aangekocht door Splendid, een internationale filmdistributeur.

### Boem Boem
In mei 2019 verscheen het eerste deel van een nieuw tweeluik. Boem Boem 1: Aanslag in Antwerpen vertelt over een terreuraanslag tijdens de Marathon van Antwerpen, en koppelt de gebeurtenissen aan de verdwijning van een partij handgranaten in de jaren tachtig bij een Belgische legereenheid in Duitsland. Het verhaal is geïnspireerd op ervaringen van de auteur tijdens zijn legerdienst in 1986. Het boek haalde de shortlist voor de Hercule Poirotprijs 2019. 
In maart 2020 verscheen het tweede deel en sluitstuk van de reeks. Boem Boem 2: Bloedbad in Beringen gaat over de aanslag op een duikcentrum in Beringen.  

### Win Win
Het zesde misdaadverhaal van Van der Cruysse (2021) vertelt hoe een onwetende studente het centrum wordt in een web van cryptofoons, zwendel met covid-vaccins, verdronken bootvluchtelingen, traagwerkend gif en cryptomunten.   
De auteur geeft zelf aan dat Win Win voorlopig zijn laatste boek is, gezien het schrijven moeilijk te combineren valt met zijn dagtaak als woordvoerder van de minister van Justitie.   
- Gemeinsame Normdatei: 1212129679
- International Standard Name Identifier: 0000 0004 6448 0322
- Nederlandse Thesaurus van Auteursnamen: 401490521
- Virtual International Authority File: 142147266651835480802